# Secret Love (film 2021)
Secret Love (Mothering Sunday) è un film del 2021 diretto da Eva Husson.
È l'adattamento cinematografico del romanzo Un giorno di festa di Graham Swift, pubblicato nel 2016.

## Trama
Jane Fairchild è una cameriera che lavora per la facoltosa famiglia Niven. Dopo aver ricevuto un giorno libero per la festa della mamma, Jane viene invitata a trascorrere la giornata con Paul Sheringham, il figlio dei benestanti vicini dei Niven. I due hanno una relazione segreta da tempo, anche se Paul sa che sposerà Emma Hobday, una ragazza del suo stesso ceto che un tempo era stata fidanzata con il fratello maggiore James Sheringham, morto durante la Grande guerra. Dopo aver avuto un rapporto con Jane, Paul la lascia da sola a casa per recarsi con la famiglia e la fidanzata al picnic della festa.
Con il passare degli anni, Jane si è affermata come scrittrice e ha incontrato il futuro marito Donald nella libreria in cui lavora. Quando Donald le chiede di dirgli quando è diventata una scrittrice, Jane risponde che ci sono stati tre momenti fondamentali, ma cita solo la sua nascita e l'aver ricevuto in dono una macchina per scrivere, preferendo tenere per sé il terzo momento. Esso si rivela essere legato alla festa della mamma di alcuni anni prima, quando di ritorno a casa Niven dopo il suo rendezvous segreto Jane aveva scoperto che Paul era morto in un incidente d'auto. Godfrey Niven aveva chiesto a Jane di accompagnarlo dagli Sheringham, sospettando inoltre che là avrebbero potuto trovare una lettera di suicidio lasciata da Paul. Tuttavia, la cameriera di casa Sheringham aveva cancellato ogni traccia dell'incontro tra Jane e Paul.
Diversi anni dopo a Donald viene diagnosticato un tumore in fase terminale e, per consolare Jane, l'uomo le dice che forse il lutto la porterà a scrivere il suo romanzo migliore. Prima di morire, Donald le chiede di rivelargli il terzo momento che l'ha resa una scrittrice, ma Jane risponde semplicemente di amarlo.

## Produzione

### Sviluppo
Nel giugno 2020 è stato annunciato che Eva Husson avrebbe diretto un adattamento cinematografico del romanzo di Graham Swift con Odessa Young, Josh O'Connor, Olivia Colman e Colin Firth nel cast. Nel settembre 2020 è stato annunciato che Sope Dirisu si era unito al cast e che Lionsgate aveva acquistato i diritti di distribuzione del film. Nel maggio 2021 è stata annunciata la presenza nel film di Glenda Jackson, al suo ritorno sul grande schermo dopo oltre vent'anni di assenza.

## Distribuzione
Secret Love è stato presentato al Festival di Cannes il 9 luglio 2021 ed è stato distribuito nelle sale statunitensi a partire dal 19 novembre 2021. In Italia è stato distribuito nelle sale a partire dal 20 luglio 2022.

## Accoglienza
Secret Love ha ricevuto un'accoglienza generalmente positiva dalla critica. L'aggregatore di recensioni Rotten Tomatoes riporta il 78% di critiche positive, con un punteggio di 6,70 su 10 basato su 118 recensioni.